# Côtes-de-barr
Le côtes-de-barr, ou alsace côtes de Barr, est un vin blanc produit uniquement avec le cépage sylvaner, sur une partie de la commune de Barr (le coteau au nord, orienté vers le sud-sud-est) dans le Bas-Rhin.
C'est une dénomination géographique complémentaire créée en octobre 2011 au sein de l'appellation vin d'Alsace.